# Jewels (Waylon Jennings)
Jewels è il decimo album della discografia di Waylon Jennings, pubblicato nel dicembre del 1968 dall'etichetta RCA Victor Records e prodotto da Chet Atkins.

## Tracce
Lato A
1. New York City, RFD – 2:25 (Larry Collins, Alice Joy)
2. Today I Started Loving You Again – 2:48 (Merle Haggard, Bonnie Owens)
3. Folsom Prison Blues – 3:15 (Johnny Cash)
4. If You Were Mine to Lose – 2:59 (Mickey Jaco)
5. See You Around (On Your Way Down) – 2:18 (Harlan Howard)
6. Six Strings Away – 2:15 (Waylon Jennings)

Lato B
1. Yours Love – 2:15 (Harlan Howard)
2. How Much Rain Can One Man Stand – 2:31 (Dallas Frazier)
3. Mental Revenge – 2:20 (Mel Tillis)
4. I'm Doing This for You – 2:27 (Hank Cochran)
5. You Love the Ground I Walk On – 2:24 (Harlan Howard, Don McHan)
6. My Ramona – 3:00 (Harlan Howard)

## Musicisti
- Waylon Jennings - voce, chitarra
- Jerry Reed - chitarra
- Fred Carter - chitarra
- Wayne Moss - chitarra
- Ray Edenton - chitarra ritmica
- Jimmy Capps - chitarra ritmica
- Pete Drake - chitarra steel
- John Hartford - banjo
- Hargus Pig Robbins - pianoforte
- David Briggs - pianoforte
- Charlie McCoy - armonica, vibrafono
- Harold Ragsdale - organo, harpsichord
- Bobby Dyson - basso, dobro
- Roy Huskey - basso
- Norbert Putnam - basso
- Jerry Carrigan - batteria
- Willie Ackerman - batteria
- Dorothy Dillard - accompagnamento vocale
- Priscilla Hubbard - accompagnamento vocale
- Louis Nunley - accompagnamento vocale
- William Wright - accompagnamento vocale
- Dorothy DeLeonibus - accompagnamento vocale
- Terry Blackwood - accompagnamento vocale
- Anita Carter - accompagnamento vocale
- Armond Morales - accompagnamento vocale
- Jim Murray - accompagnamento vocale
- Rogers Wiles - accompagnamento vocale
- Hoyt Hawkins - accompagnamento vocale
- Neal Matthews - accompagnamento vocale
- Gordon Stocker - accompagnamento vocale
- Raymond Walker - accompagnamento vocale